# Bénigne Poret de Blosseville
Pour les articles homonymes, voir Poret et Blosseville (homonymie).
Bénigne Poret, marquis de Blosseville, né le 15 mars 1768 à Rouen et mort le 1er janvier 1845 à Amfreville-la-Campagne, est un homme politique français.

## Biographie
Bénigne Poret de Blosseville est le fils de Bénigne Poret, vicomte de Blosseville, seigneur d'Amfreville, procureur général près la Chambre des comptes de Normandie, et de Marie Henriette de Civille de Saint-Mars (descendante de François de Civille). Il est le frère de l'amiral Alphonse Charles Poret de Blosseville.
Après avoir suivi sa scolarité au Collège de Juilly de 1776 à 1779, il est admis aux Écoles militaires en 1784 et devient officier supérieur de cavalerie.
En 1791, il émigre et devient secrétaire des commandements du comte d'Artois, ne rentrant en France qu'en 1797.
Grand propriétaire, il est maire d'Amfreville-la-Campagne et conseiller général de l'Eure. Il est nommé commissaire du roi à Rouen en 1814. Le 22 août 1815, il est élu député de l'Eure, par le collège de département. Il siège dans la majorité de la Chambre introuvable.
Propriétaire d'une belle bibliothèque et d'une riche collection de tableaux, il contribue à la fondation de la Société des antiquaires de Normandie en 1824.

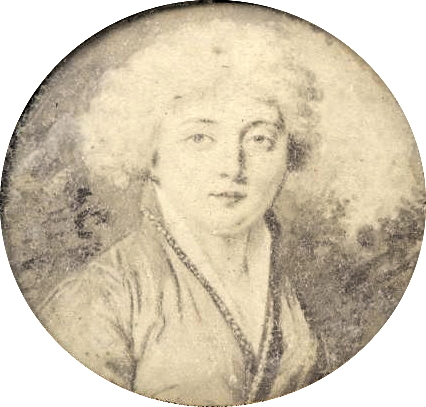
Portrait de Marie Duval de Sanadon, son épouse.

Gendre de David Duval de Sanadon, il est le père d'Ernest de Blosseville et de Jules de Blosseville, et l'arrière-grand-père de Charles Aubourg de Boury.

## Distinctions
- Chevalier de l'ordre royal et militaire de Saint-Louis